# Le Guerno
Le Guerno är en kommun i departementet Morbihan i regionen Bretagne i nordvästra Frankrike. Kommunen ligger i kantonen Muzillac som tillhör arrondissementet Vannes. År 2022 hade Le Guerno 975 invånare.

## Befolkningsutveckling
Antalet invånare i kommunen Le Guerno
| Referens: INSEE |